# Clientèle de masse
Une clientèle de masse est une clientèle ciblée ou acquise par une activité, une entreprise ou une organisation
- constituée par un nombre de clients important,
- généralement située sur un périmètre étendu ,
- et dont les volumes à servir représentent des quantités significatives.

L'extraction et le raffinage de produits pétroliers par exemple implique en aval l'existence d'une distribution adaptée pour écouler les produits ou sous-produits en direction d'une clientèle nombreuse et dispersée selon une densité variable sur des territoires étendus.

## Intérêt de la notion
Les usages et les bonnes pratiques indiquent que, pour ceux qui sont en relation avec une clientèle de masse, la capacité à construire et à maitriser un réseau de distribution de taille conséquente constitue un facteur clé de succès majeur qui ne s'improvise pas :
- la maitrise des contraintes logistiques est incontournable, et ce d'autant plus que les volumes et les destinations à livrer sont élevés ;
- le recours à distributeur généraliste ou distributeur spécialisé est le plus souvent la solution la plus économique ;
- l'aspect distribution représente un poids très important dans l'élaboration du marketing mix ;
- le marketing doit être capable d'assurer la cohérence et l'articulation des paramètres concernant tant le client final que le client intermédiaire (le distributeur et la distribution).